# Chelostoma lamellum
Chelostoma lamellum är en biart som beskrevs av Wu 1992. Chelostoma lamellum ingår i släktet blomsovarbin, och familjen buksamlarbin. Inga underarter finns listade i Catalogue of Life.